# Primera Federación 2024-2025
La Primera Federación 2024-2025 è la quarta per la Primera Federación, il terzo livello più alto nel sistema del campionato di calcio spagnolo. Parteciperanno quaranta squadre, divise in due gironi da venti club ciascuno in base alla vicinanza geografica. In ogni girone, i campioni vengono automaticamente promossi in Segunda División e dal secondo al quinto classificato giocheranno gli spareggi per la promozione, mentre gli ultimi cinque saranno retrocessi in Segunda Federación.

## Stagione

### Formula
Un totale di 40 squadre si sono iscritte al campionato, di cui quattro retrocesse dalla Segunda División 2023-24, 26 mantenute dalla Primera Federación 2023-24 e 10 promosse dalla Segunda Federación 2023-2024.

## Gruppi

### Gruppo 1
| Club                 | Città             | Stadio                | Capienza |
| -------------------- | ----------------- | --------------------- | -------- |
| Amorebieta           | Amorebieta-Etxano | Municipal de Urritxe  | 3.000    |
| Andorra              | Andorra la Vella  | Estadi Nacional       | 3.306    |
| Athletic Bilbao B    | Bilbao            | Santa María de Lezama | 2.500    |
| Arenteiro            | O Carballiño      | Municipal de Espiñedo | 4.500    |
| Barakaldo            | Barakaldo         | Lasesarre             | 7.960    |
| Barcellona Atlètic   | Barcellona        | Johan Cruijff         | 6.000    |
| Celta Vigo B         | Vigo              | Barreiro              | 4.000    |
| Gimnàstic            | Tarragona         | Nou Estadi            | 14.591   |
| Gimnástica Segoviana | Segovia           | La Albuera            | 6.500    |
| Leonesa              | León              | Reino de León         | 13.451   |
| Lugo                 | Lugo              | Anxo Carro            | 8.000    |
| Osasuna B            | Pamplona          | Tayonar               | 4.500    |
| Ourense CF           | Ourense           | O Couto               | 5.658    |
| Ponferradina         | Ponferrada        | El Toralín            | 8.800    |
| Real Sociedad B      | San Sebastián     | José Luis Orbegozo    | 2.500    |
| Real Unión           | Irun              | Stadium Gal           | 5.000    |
| Sestao River         | Sestao            | Las Llanas            | 8.905    |
| Tarazona             | Tarazona          | Municipal de Tarazona | 5.000    |
| Unionistas           | Salamanca         | Reina Sofia           | 5.000    |
| Zamora CF            | Zamora            | Ruta de la Plata      | 7.813    |

### Classifica
Aggiornata al 26 maggio 2025.
|  | Pos. | Squadra              | Pt | G  | V  | N  | P  | GF | GS | DR  |
|  | ---- | -------------------- | -- | -- | -- | -- | -- | -- | -- | --- |
|  | 1.   | Leonesa              | 65 | 38 | 18 | 11 | 9  | 55 | 43 | +12 |
|  | 2.   | Ponferradina         | 65 | 38 | 19 | 8  | 11 | 59 | 41 | +18 |
|  | 3.   | Real Sociedad B      | 62 | 38 | 17 | 11 | 10 | 51 | 33 | +18 |
|  | 4.   | FC Andorra           | 60 | 38 | 16 | 12 | 10 | 49 | 38 | +11 |
|  | 5.   | Gimnàstic            | 59 | 38 | 16 | 11 | 11 | 59 | 43 | +16 |
|  | 6.   | Tarazona             | 54 | 38 | 14 | 12 | 12 | 41 | 34 | +7  |
|  | 7.   | Athletic Bilbao B    | 54 | 38 | 15 | 9  | 14 | 49 | 45 | +4  |
|  | 8.   | Celta Vigo B         | 53 | 38 | 15 | 8  | 15 | 54 | 50 | +4  |
|  | 9.   | Zamora CF            | 53 | 38 | 14 | 11 | 13 | 44 | 35 | +9  |
|  | 10.  | Ourense CF           | 51 | 38 | 13 | 12 | 13 | 35 | 44 | -9  |
|  | 11.  | Barakaldo            | 49 | 38 | 13 | 10 | 15 | 49 | 44 | +5  |
|  | 12.  | Arenteiro            | 48 | 38 | 12 | 12 | 14 | 40 | 42 | -2  |
|  | 13.  | Lugo                 | 46 | 38 | 12 | 10 | 16 | 35 | 47 | -12 |
|  | 14.  | Osasuna B            | 46 | 38 | 12 | 10 | 16 | 47 | 59 | -12 |
|  | 15.  | Unionistas           | 46 | 38 | 10 | 16 | 12 | 42 | 46 | -4  |
|  | 16.  | Barcellona Atlètic   | 45 | 38 | 10 | 15 | 13 | 53 | 57 | -4  |
|  | 17.  | Sestao River         | 45 | 38 | 11 | 12 | 15 | 40 | 45 | -5  |
|  | 18.  | Real Unión           | 44 | 38 | 12 | 8  | 18 | 43 | 58 | -15 |
|  | 19.  | Gimnástica Segoviana | 42 | 38 | 9  | 15 | 14 | 43 | 69 | -26 |
|  | 20.  | Amorebieta           | 41 | 38 | 10 | 11 | 17 | 42 | 57 | -15 |

Legenda:

       Ammesse alla Segunda División 2025-2026

       Ammessa ai play-off o ai play-out.
       Retrocesse in Segunda Federación 2025-2026

Tre punti a vittoria, uno a pareggio, zero a sconfitta.
La classifica viene stilata secondo i seguenti criteri:
- Punti conquistati
- Punti conquistati negli scontri diretti
- Differenza reti negli scontri diretti
- Reti realizzate in trasferta negli scontri diretti
- Differenza reti generale
- Partite vinte
- Reti totali realizzate
- Spareggio

### Gruppo 2
| Club                | Città                 | Stadio                        | Capienza |
| ------------------- | --------------------- | ----------------------------- | -------- |
| Alcorcón            | Alcorcón              | Santo Domingo                 | 5.100    |
| Alcoyano            | Alcoi                 | El Collao                     | 5.000    |
| Algeciras           | Algeciras             | Nuevo Mirador                 | 7.200    |
| Antequera           | Antequera             | El Maulí                      | 7.000    |
| Atlético Madrid B   | Madrid                | Cerro del Espino              | 3.500    |
| Atlético Sanluqueño | Sanlúcar de Barrameda | El Palmar                     | 5.000    |
| Betis B             | Siviglia              | Ciudad Deportiva Luis del Sol | 3.500    |
| Ceuta               | Ceuta                 | Municipal Alfonso Murube      | 6.500    |
| Fuenlabrada         | Fuenlabrada           | Fernando Torres               | 3.000    |
| Hércules            | Alicante              | José Rico Pérez               | 29.500   |
| Ibiza               | Ibiza                 | Can Misses                    | 4.000    |
| Intercity           | Alicante              | Antonio Solana                | 3.000    |
| Marbella FC         | Marbella              | La Dama de Noche              | 9.000    |
| Mérida AD           | Mérida                | Romano                        | 14.600   |
| Real M. Castilla    | Madrid                | Alfredo Di Stéfano            | 9.000    |
| Real Murcia         | Murcia                | Nueva Condomina               | 33.045   |
| Recreativo Huelva   | Huelva                | Nuevo Colombino               | 21.670   |
| Siviglia Atlético   | Siviglia              | Jesús Navas                   | 6.000    |
| Villarreal B        | Vila-real             | Ciudad Deportiva              | 5.000    |
| Yeclano             | Yecla                 | de la Constitución            | 4.000    |

### Classifica
Aggiornata al 26 maggio 2025.
|  | Pos. | Squadra             | Pt | G  | V  | N  | P  | GF | GS | DR  |
|  | ---- | ------------------- | -- | -- | -- | -- | -- | -- | -- | --- |
|  | 1.   | Ceuta               | 67 | 38 | 17 | 16 | 5  | 46 | 35 | +11 |
|  | 2.   | Real Murcia         | 64 | 38 | 18 | 10 | 10 | 47 | 31 | +16 |
|  | 3.   | Ibiza               | 63 | 38 | 18 | 9  | 11 | 51 | 33 | +18 |
|  | 4.   | Mérida AD           | 58 | 38 | 15 | 13 | 10 | 52 | 52 | 0   |
|  | 5.   | Antequera           | 58 | 38 | 14 | 16 | 8  | 54 | 49 | +5  |
|  | 6.   | Real M. Castilla    | 54 | 38 | 12 | 18 | 8  | 58 | 36 | +22 |
|  | 7.   | Atlético Madrid B   | 54 | 38 | 13 | 15 | 10 | 42 | 35 | +7  |
|  | 8.   | Siviglia Atlético   | 53 | 38 | 14 | 11 | 13 | 40 | 43 | -3  |
|  | 9.   | Algeciras           | 52 | 38 | 12 | 16 | 10 | 46 | 46 | 0   |
|  | 10.  | Alcorcón            | 51 | 38 | 14 | 9  | 15 | 52 | 51 | +1  |
|  | 11.  | Villarreal B        | 49 | 38 | 11 | 16 | 11 | 51 | 41 | +10 |
|  | 12.  | Hércules            | 47 | 38 | 13 | 8  | 17 | 48 | 49 | -1  |
|  | 13.  | Betis B             | 46 | 38 | 11 | 13 | 14 | 44 | 59 | -15 |
|  | 14.  | Atlético Sanluqueño | 46 | 38 | 10 | 16 | 12 | 41 | 51 | -10 |
|  | 15.  | Marbella FC         | 46 | 38 | 12 | 10 | 16 | 51 | 58 | -7  |
|  | 16.  | Fuenlabrada         | 43 | 38 | 10 | 13 | 15 | 43 | 48 | -5  |
|  | 17.  | Yeclano             | 43 | 38 | 9  | 16 | 13 | 36 | 34 | +2  |
|  | 18.  | Alcoyano            | 42 | 38 | 10 | 12 | 16 | 32 | 47 | -15 |
|  | 19.  | Recreativo Huelva   | 37 | 38 | 7  | 16 | 15 | 32 | 52 | -20 |
|  | 20.  | Intercity           | 35 | 38 | 8  | 11 | 19 | 37 | 53 | -16 |

Legenda:

       Ammesse alla Segunda División 2025-2026

       Ammessa ai play-off o ai play-out.
       Retrocesse in Segunda Federación 2025-2026

Tre punti a vittoria, uno a pareggio, zero a sconfitta.
La classifica viene stilata secondo i seguenti criteri:
- Punti conquistati
- Punti conquistati negli scontri diretti
- Differenza reti negli scontri diretti
- Reti realizzate in trasferta negli scontri diretti
- Differenza reti generale
- Partite vinte
- Reti totali realizzate
- Spareggio

## Spareggio Campione

### Finale
| León 28 maggio 2025, ore 21:00 BST | Leonesa | 2 – 2 | Ceuta | Reino de León |

| Ceuta 1 giugno 2025, ore 21:00 BST | Ceuta | 4 – 3 | Leonesa | Municipal Alfonso Murube |

## Promozione Gruppo 1

### Semifinali
| Squadra 1                      | Totale | Squadra 2    | Andata | Ritorno |
| ------------------------------ | ------ | ------------ | ------ | ------- |
| 31 maggio 2025 / 7 giugno 2025 |        |              |        |         |
| Antequera                      | 2 - 2  | Ponferradina | 1 - 0  | 1 - 2   |
| 1 giugno 2025 / 8 giugno 2025  |        |              |        |         |
| FC Andorra                     | 3 - 0  | Ibiza        | 2 - 0  | 1 - 0   |

### Finale
| Squadra 1                       | Totale | Squadra 2    | Andata | Ritorno |
| ------------------------------- | ------ | ------------ | ------ | ------- |
| 15 giugno 2025 / 21 giugno 2025 |        |              |        |         |
| FC Andorra                      | 2 - 1  | Ponferradina | 1 - 1  | 1 - 0   |

## Promozione Gruppo 2

### Semifinali
| Squadra 1                      | Totale | Squadra 2       | Andata | Ritorno |
| ------------------------------ | ------ | --------------- | ------ | ------- |
| 31 maggio 2025 / 7 giugno 2025 |        |                 |        |         |
| Gimnàstic                      | 2 - 1  | Real Murcia     | 1 - 1  | 1 - 0   |
| 1 giugno 2025 / 8 giugno 2025  |        |                 |        |         |
| Mérida AD                      | 1 - 1  | Real Sociedad B | 0 - 1  | 1 - 0   |

### Finale
| Squadra 1                       | Totale | Squadra 2       | Andata | Ritorno |
| ------------------------------- | ------ | --------------- | ------ | ------- |
| 14 giugno 2025 / 22 giugno 2025 |        |                 |        |         |
| Gimnàstic                       | 3 - 4  | Real Sociedad B | 1 - 3  | 2 - 1   |